# NGC 1899
NGC 1899 је емисиона маглина у сазвежђу Златна риба која се налази на NGC листи објеката дубоког неба.
Деклинација објекта је - 67° 54' 0" а ректасцензија 5h 17m 46,0s. Привидна величина (магнитуда) објекта NGC 1899 износи 11,9. NGC 1899 је још познат и под ознакама ESO 56-EN94.